# ترانسفورماتور حالت جامد
ترانسفورماتور حالت جامد (انگلیسی: Solid-state transformer) در واقع مبدل ای‌سی به ای‌سی است که درجهت تبدیل توان الکتریکی به جای ترانسفورماتورهای القایی در شبکه‌های توزیع جریان متناوب استفاده می‌شود.